# Neohagenulus julio
Neohagenulus julio is een haft uit de familie van de Leptophlebiidae. De wetenschappelijke naam van de soort is voor het eerst geldig gepubliceerd in 1938 door Jay Traver.
De soort komt voor in het Neotropisch gebied.